# Best Ager
Unter Best Ager (auch Generation Gold, Generation 50plus, Silver Ager, Golden Ager, Third Ager, Master Consumer, Mature Consumer, Senior Citizens, „over 50s“) wird im Marketing und verwandten kommerziellen Bereichen euphemistisch eine Zielgruppe von Personen mit einem Lebensalter von über 50 Jahren benannt. Unklar ist bei vielen der genannten Begriffe, ob die Zeit der „besten Jahre“ erst mit dem Tod oder bereits weit vorher (z. B. mit der Pensionierung und dem damit meist verbundenen Einkommensverlust) endet.

## Der Best Ager als Idealtypus
Der Begriff „Best Ager“ bildet im Marketing und in der sozialwissenschaftlichen Forschung ein Glied in der Reihe „Youngster“ – „Mid Ager“ – „Best Ager“ – „Senior“. Alternativ wird zwischen „Kindern“, „Jugendlichen“, „jungen Erwachsenen“, „Best Agern“ und „Senioren“ unterschieden.

### Sichtweise von Marketing-Experten
Marketing-Experten verfolgen mit dieser Reihenbildung die Absicht, idealtypisch alters- und milieuspezifische Bedürfnisse zu erfassen und entsprechende Angebote bereitzustellen sowie die altersspezifische durchschnittliche Entwicklung der Kaufkraft typischer Konsumentengruppen darzustellen.
Das wesentlichste und für Marketingforscher interessanteste Merkmal des Best Agers ist sein im Durchschnitt relativ hohes Wohlstandsniveau. Aus der Sicht des Marketings sind Best Ager Menschen im Alter von 50 bis 70 Jahren. Diese Alterskohorte gilt als besonders kaufkräftig, konsumfreudig, aber auch qualitätsbewusst. Ab dem 71. Lebensjahr ist in Deutschland ein Rückgang des individuellen Konsums festzustellen.

### Sichtweise von Sozialwissenschaftlern
Aus der Sicht von Sozialwissenschaftlern bilden Best Ager eine Risikogruppe auf dem Arbeitsmarkt. Diejenigen unter ihnen, die darauf angewiesen sind, eine (neue) Erwerbsgelegenheit zu finden, stoßen auf dem Arbeitsmarkt auf erhebliche Probleme. Laut einer Studie des Instituts für Arbeitsmarkt- und Berufsforschung haben es ältere Arbeitslose trotz des in Deutschland zunehmenden Fachkräftemangels immer noch schwer, wieder eine Arbeitsstelle zu finden.
Zur Verbesserung der Vermittlungschancen älterer Arbeitnehmer hat das Bundesministerium für Arbeit und Soziales 2005 die Aktion „Perspektive 50plus. Beschäftigungspakte in den Regionen“ gegründet.
Die Sichtweisen der Marketing-Experten und der Sozialwissenschaftler widersprechen sich nur scheinbar: Die Position von Best Agern ist insofern tatsächlich relativ gesichert, als nur 0,6 Prozent von ihnen pro Monat aus einer sozialversicherungspflichtigen Beschäftigung heraus in die Arbeitslosigkeit entlassen werden (dieses Schicksal trifft im Durchschnitt aller Jahrgänge 0,9 Prozent aller sozialversicherungspflichtig Beschäftigten). Wenn sie aber einmal arbeitslos geworden sind, haben sie es schwerer als Jüngere, wieder eine Arbeitsstelle zu finden.

## Demographie

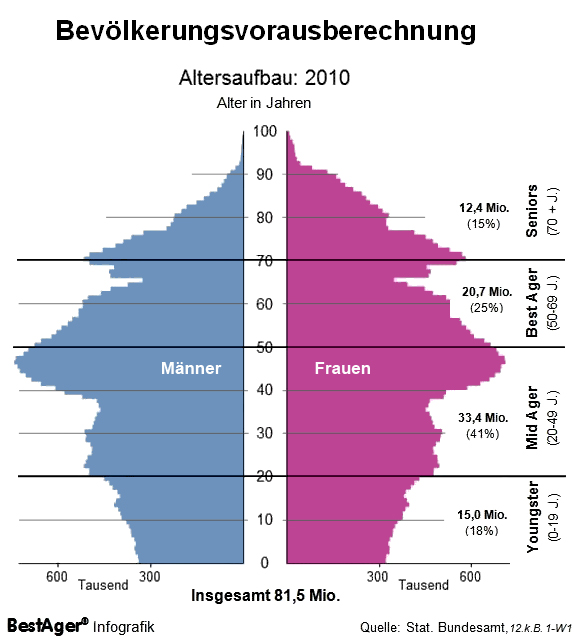
Einteilung anhand der Bevölkerungsvorausberechnung für 2010

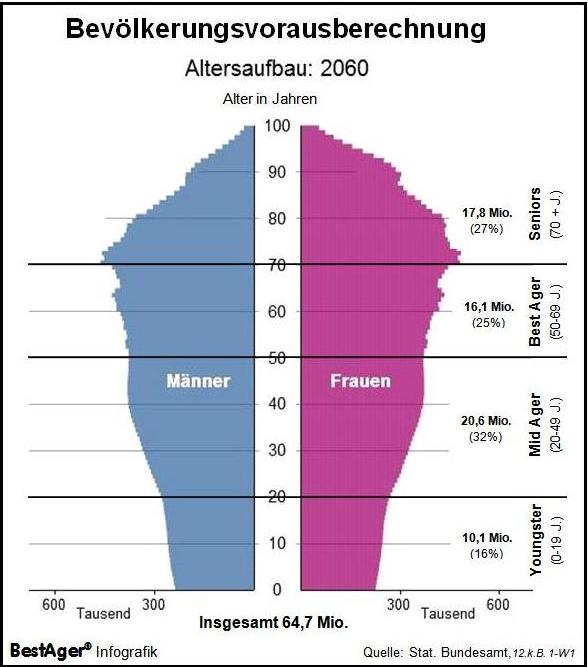
Einteilung anhand der Bevölkerungsvorausberechnung für 2060

Vor allem aufgrund einer konstant relativ geringen Zahl Neugeborener seit den 1970er Jahren wird die deutsche Bevölkerung voraussichtlich bis zum Jahr 2060 – so eine Ende 2009 veröffentlichte Studie des statistischen Bundesamtes – von gegenwärtig rund 82 Millionen auf 64,7 Millionen Menschen schrumpfen.
Die Möglichkeit für Unternehmen, bis 1966 geborene Angehörige der geburtenstarken Jahrgänge durch jüngere in Deutschland aufgewachsene Arbeitnehmer zu ersetzen, nimmt kontinuierlich ab. Damit sinkt das Risiko älterer Arbeitnehmer, entlassen zu werden und keine neue Arbeitsstelle zu finden, so dass mittel- bis langfristig ein zunehmend größerer Anteil der über 50 Jahre Alten tatsächlich dem Werbe-Leitbild des Best Agers entsprechen wird. Zugleich erhöhen sich durch zunehmende Probleme mit der Finanzierung des Ruhestandes der Druck auf die Best Ager und ihre Bereitschaft, lange erwerbstätig zu bleiben. Die finanzielle Lage derjenigen Best Ager ohne nennenswerte Kapitaleinkünfte hingegen, die nicht bis zum gesetzlichen Renteneintrittsalter erwerbstätig sein können, wird sich, ebenso wie die des durchschnittlichen regulären Rentners, kontinuierlich verschlechtern.

## Best Ager und das Internet
Im Zusammenhang mit der Nutzung des Internets durch Best Ager und Senioren hat sich der Begriff Silver Surfer etabliert. Laut einer Studie der „European Interactive Advertising Association“ (EIAA) im Juli 2007, für die rund 7000 Menschen in zehn europäischen Ländern befragt wurden, sind 24 Prozent der Best Ager regelmäßig online (vor allem, um mit Hilfe von Suchmaschinen zu recherchieren und um E-Mails zu senden und zu empfangen). In Deutschland greifen fast 90 Prozent der 55-jährigen Internetnutzer auf diese Möglichkeiten zurück. 23 Prozent der Befragten tauschen sich mit anderen Internetnutzern in Foren aus, 17 Prozent laden Musik herunter, und 16 Prozent telefonieren übers Internet.
51 Prozent der deutschen Silver Surfer verfügen über einen Internet-Breitbandanschluss. Silver Surfer verbringen der Studie zufolge durchschnittlich sieben Stunden pro Woche online (1,8 Stunden weniger als der durchschnittliche europäische Silver Surfer). Mitte 2018 verbrachten die 50- bis 59-Jährigen im Schnitt mehr als zwei Stunden am Tag mit dem Internet.
Bestimmte Angebote wie zum Beispiel Meet5 und Feierabend.de wenden sich speziell an diese Generation.

## Kritik
Bei dem Begriff „Best Ager“ (weibl. Form: „Best Agerin“) handelt es sich um einen deutschen Scheinanglizismus, der vermutlich vom Ausdruck „im besten Alter“ abgeleitet ist und außerhalb des deutschsprachigen Raums weder gebräuchlich noch verständlich ist. Im Englischen spricht man in der Regel von „over 50s“, wobei aber der Unterschied zur Gruppe der „Seniors“ (im Sinne der oben genannten pseudo-englischen, tatsächlich aber deutschen Begriffsreihe) unklar bleibt.
Die Verknüpfung der Wertung „bestes Alter“ mit der Zeit nach dem 50. Geburtstag eines Menschen erweckt die irreführende Vorstellung, wonach jeder Mensch in diesem Zeitraum die beste Zeit seines Lebens habe. Abgesehen davon, dass auch in Europa manche Menschen ihren 50. Geburtstag nicht erleben, hängt die Antwort auf die Frage, wann sich ein Mensch tatsächlich in seinen besten Jahren befindet, zum großen Teil von der erreichten beruflichen Position und dem damit verbundenen Einkommen, von seiner Leistungsfähigkeit und Gesundheit, seinem subjektiven Empfinden und seinem individuellen Verhalten in verschiedenen Lebensphasen ab. So ist beispielsweise für die meisten Leistungssportler ihre beste Lebensphase spätestens mit dem 40. Geburtstag vorbei. Ähnliches gilt für viele Berufe, in denen eine Top-Fitness oder ein jugendliches Aussehen die wichtigste Grundlage für Erfolg im Beruf darstellen.
Die Vorstellung, es gebe eine „Generation 50plus“, wird von dem Werbeforscher Dieter K. Müller scharf kritisiert: „So wenig ein 15-jähriger Schüler und ein 45-jähriger Manager in ihrer Mediennutzung und ihren Konsumgewohnheiten gemeinsam haben, so wenig eint einen 55-jährigen Manager und einen 80-jährigen Bewohner eines Seniorenheims.“
Angesichts der Herausforderungen des demografischen Wandels in Deutschland, aufgrund dessen Menschen lebenslang motiviert werden müssten, sich gesund zu erhalten und möglichst lange erwerbstätig zu sein, sei die pauschale Unterstellung, über 50 Jahre Alte seien per definitionem „Best Ager“, nichts als „Begriffskosmetik“.